# Max Euwe
Machgielis "Max" Euwe, född 20 maj 1901 i Amsterdam, död 26 november 1981 på samma plats, var en nederländsk schackspelare och författare. Han var den femte som blev världsmästare i schack (1935–1937). Max Euwe har skrivit fler än 70 schackböcker, avsevärt fler än någon annan schackvärldsmästare.
År 1935 upplevde Euwe höjdpunkten på sin schackkarriär, då han vann matchen mot Alexander Aljechin om världsmästartiteln (9 vinster, 8 förluster, 13 remier). Därmed utlöste han en stor schackfeber i sitt hemland. Hans vinst i det 26:e partiet kallade den ungerske mästaren Géza Maróczy för Zandvoorts pärla. Returmötet år 1937 förlorade Euwe med 9,5–15,5 (4 vinster, 10 förluster, 11 remier).

## Partier
- Max Euwe–Alexandr Aljechin: Zandvoorts pärla (holländsk öppning A90, Zandvoort 1935)